# Celso Ulpiani
Celso Ulpiani (Acquaviva Picena, 23 novembre 1867 – Acquaviva Picena, 7 novembre 1919) è stato un medico, chimico e agronomo italiano.

## Biografia
Nato nel 1867 ad Acquaviva Picena, in provincia di Ascoli Piceno, dopo studi classici e universitari a Roma si laureò nel 1891 in Medicina e Chirurgia all'Università di Bologna. Si dedicò inizialmente alla carriera medica, ma ben presto cominciò ad interessarsi alla chimica ed in particolare alle sue applicazioni in campo agrario. In seguito a questa svolta, la sua carriera si svolse tutta nell'ambito della chimica agraria. Dopo aver fondato e diretto nei primi anni la Stazione agraria di Bari, fu chiamato nel 1906 come docente ordinario di Chimica agraria presso la già celebre Regia Scuola Superiore di Agricoltura di Portici, per ricoprire la cattedra che era stata per venticinque anni (fino al 1902) di Italo Giglioli.
Ulpiani continuò le ricerche intraprese dal celebre predecessore e contribuì a potenziare il laboratorio di Chimica agraria e la stazione agraria sperimentale. Grazie all'uso di attrezzature all'avanguardia, presso il laboratorio porticese Ulpiani fece importanti studi sulle proprietà dei suoli e sui rapporti pianta-suolo. La mole di ricerche e di analisi condotte dal laboratorio porticese diretto dall'Ulpiani, spinsero l'on. Girolamo Giusso, allora Presidente della commissione reale per le irrigazioni, ad affidargli sperimentazioni sull'azione delle acque salmastre sulle coltivazioni. Nel 1919 lasciò la cattedra porticese per tornare a dirigere la Stazione agraria di Bari. Morì il 7 novembre di quello stesso anno.
Suoi interessi specifici nel campo della chimica agraria furono la calciocianammide, la riduzione e denitrificazione  dei nitrati, la trasformazione dell'acido ureico e la formazione del terreno agrario.
La sua formazione classica e l'interesse per gli studi umanistici, ed in particolare per la letteratura latina, lo portarono a studiare con vivo interesse e a pubblicare una particolare edizione delle Georgiche di Virgilio.
A lui è intitolato l'Istituto Tecnico Agrario di Ascoli Piceno.
Dal 2006 la sua casa natale, sita nel centro storico di Acquaviva Picena, ospita un'altra sede del Centro Studi per l’Archeologia dell’Adriatico.

## Opere
- Le Georgiche, Acquaviva Picena (AP), Cassa rurale di Acquaviva e Monteprandone, 1896
- Andamento della scissione di un corpo racemico per mezzo delle muffe, in Gazzetta chimica italiana, 30, 1900, parte 1
- Sulla base proteica dello sperma di tonno, in Gazzetta chimica italiana, 32, 1902, parte 2
- Sul batterio dell' acido urico, in Gazzetta chimica italiana, 33, 1903, parte 2
- Sull'enantiomorfismo della materia vivente, in Rendiconti della Società Chimica di Roma, 14, 1903
- Fermentazione alcoolica del mosto di Fico d'India con lieviti abituati al fluoruro di sodio, in Gazzetta chimica italiana, 33, 1903, parte 1
- Evoluzione chimica e biochimica della calcio-cianamide nel terreno agrario, in Rendiconti della Società Chimica di Roma, 4, 1906
- Sulla fermentazione della guanina, in Gazzetta chimica italiana, 36, 1906, parte 2
- Sulla trasformazione della calcionamide del terreno agrario. Nota III, Annali della R. Scuola Superiore di Agricoltura in Portici, 1910
- Sulla pretesa fermentazione ammoniacale della cianamide, Annali della R. Scuola Superiore di Agricoltura in Portici, 1910
- La chimica fisica e l'agricoltura : conferenza tenuta il 19 dicembre 1910 al 4. congresso della Societa italiana per il progresso delle scienze in Napoli, Portici, Premiato stab. tipografico vesuviano, 1910, SBN PUV0964818.
- Per la costituzione degli acidi fulminurici- Nota V. Demolizione dell' amide furoxan- dicarbonica, Annali della R. Scuola Superiore di Agricoltura in Portici, 1911
- Sulla laterizzazione dei terreni a clima arido, Modena, Soc. Tip. Modenese, 1912
- La lotta contro il deserto, in Le Stazioni sperimentali agrarie italiane, 47,1914
- Applicazioni della termodinamica alla biologia, Roma, Tipografia Nazionale di G. Bertero e C., 1914, SBN SBL0728122.
- La politica frumentaria d'Europa nel secolo scorso, Portici, Stab. Tip. Ernesto della Torre, 1918
- Il problema agrario meridionale, Portici, Stab. Tip. Ernesto Della Torre, 1918, SBN NAP0081494.
- I privilegi del suolo e del clima d' Italia, Annali della R. Scuola Superiore di Agricoltura in Portici, 1918
- Per l'applicazione degli esplosivi in agricoltura, Bari, Stazione Agraria Sperimentale, 1919
- Opera Omnia, Casalmonferrato, F.lli Marescalchi, 1927-1928, SBN TO00351985.